# Anisostena kansana
Anisostena kansana es una especie de coleóptero de la familia Chrysomelidae. Fue descrita científicamente por primera vez en 1933 por Schaeffer.